# Selenipedium chica
Selenipedium chica é uma espécie de orquídea terrestre, família Orchidaceae, que habita do Panamá ao Peru e Equador.